# Міст Еразма
Міст Ера́зма (нід. Erasmusbrug; Ерасмусбрюг) — вантовий міст через річку Ньїве-Маас у центрі нідерландського міста Роттердама, перший з боку Північного моря.
Через свою незвичну конструкцію та пізнаваним контурам швидко став одним із символів міста й дістав красномовну народну назву «Лебідь-міст».
Довжина мосту Еразма становить 802 метри, він має пілон заввишки 139 м асиметричної форми, який власне й заслужив споруді назву «Лебідь» за схожість із цим птахом. У південній (віддаленішій від роттердамського середмістя) частині споруди є розвідний прогін, який вважається найбільшим і найважчим у Західній Європі.

## З історії споруди
Проект мосту Еразма був представлений архітектором ван Беркелем. Офіційне відкриття технічної споруди відбулося 6 вересня 1996 року — Міст Еразма відкривала особисто нідерландська королева Беатрікс. Загалом будівництво споруди коштувало 165 млн гульденів (близько 75 млн євро).
Невдовзі після відкриття мосту для транспортного руху в жовтні 1996 року, стало очевидним, що споруда прогинається в умовах сильного вітру. Задля зменшення коливань, були встановлені сильніші протиударні амортизатори.

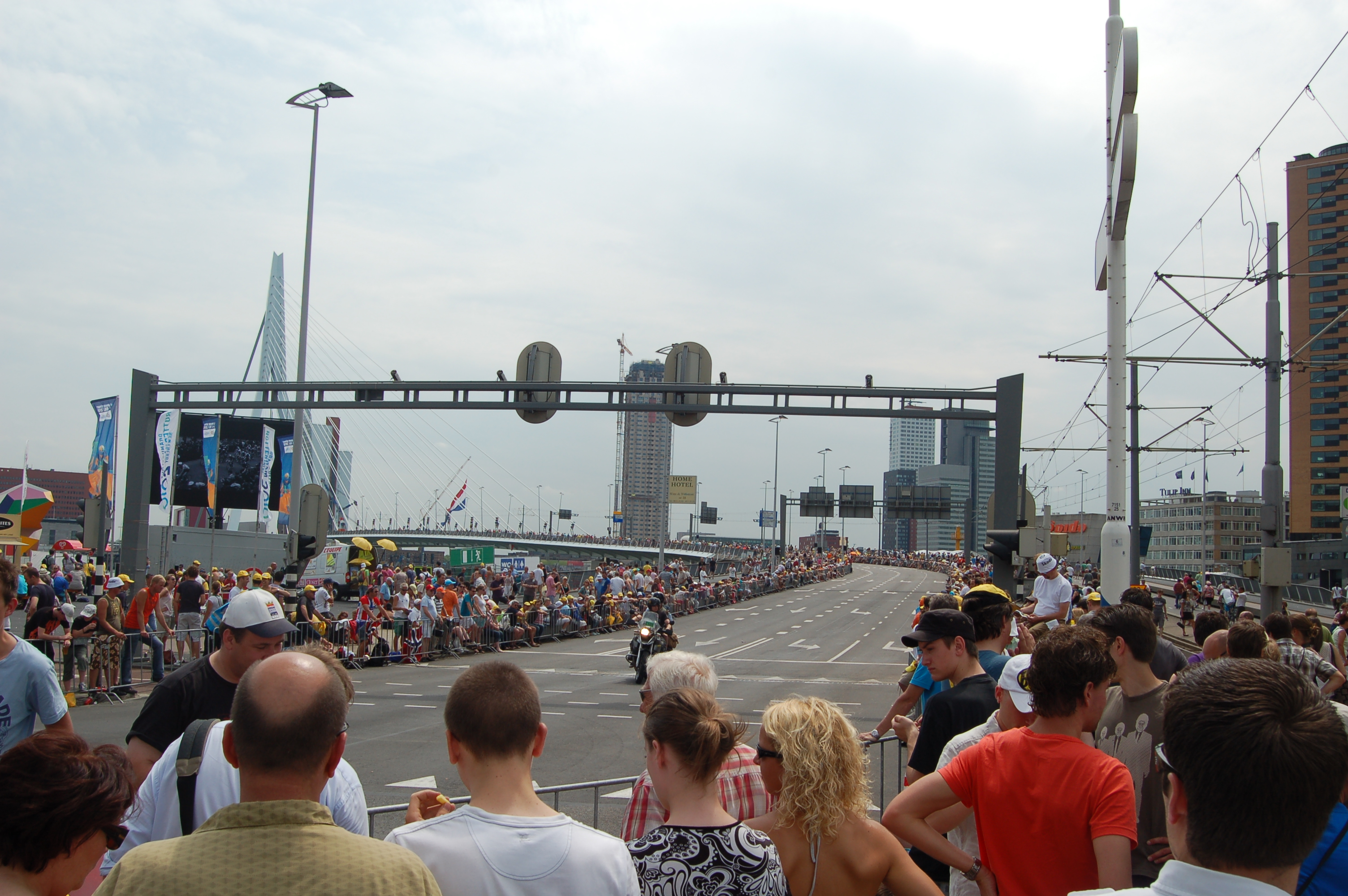
На початку Tour de France—2010

Міст Еразма — не лише транспортна артерія, але й визначна архітектурна пам'ятка Роттердама, що має популярність серед туристів, фотографів, фільмейкерів, організаторів різноманітних видовищних і спортивних заходів.
Так, у 1998 році Міст Еразма став однією з локацій кінострічки «Хто я?» за участю Джекі Чана — тут проходили зйомки деяких сцен фільму.
У 2005 році під мостом пролетіло декілька літаків у рамках змагань «Red Bull Air Race». У цьому ж році міст мав роль заднього тла у сценічному шоу зі спецефектами нідерландського виконавця DJ Tiësto під назвою Tiësto @ The Bridge, Rotterdam.
У 2010 році міст Еразма фігурував як місце прологу і церемонії відкриття відомої велогонки Tour de France.